# Leandro de Saralegui y López-Castro
Leandro de Saralegui y López-Castro (Ferrol, Galícia, 4 de novembre de 1892 - València, 25 de novembre de 1967), historiador de l'art i erudit gallec, besnet de Leandro de Saralegui y Fernández-Núñez, net de Leandro de Saralegui y Medina, besnebot de Manuel de Saralegui y Medina i nebot valencià d'Alfredo de Saralegui y Casellas.
Comandant d'Intendència de l'Exèrcit de Terra (retirat), fou professor d'idiomes a l'Acadèmia General Militar d'Àvila abans d'establir-se a València l'any 1925. Estudiós de la pintura medieval valenciana i col·laborador de Chandler R. Post. Fou membre de la Hispanic Society de Nova York i acadèmic de les Reials de Sant Carles, San Fernando i Cultura Valenciana. Un carrer de València porta el seu nom.

## Obres destacades

### Autor
- El maestro de Sta. Ana y su escuela. València: Institució Alfons el Magnànim (1949).
- El Museo provincial de Bellas Artes de San Carlos: tablas de las Salas 1ª y 2ª de Primitivos valencianos. València: Institució Alfons el Magnànim (1954).
- La pintura medieval valenciana (sèrie d'articles). València (1962, 1965, etcètera).